# Premiul Saharov
Premiul Saharov pentru libertatea de gândire, numit după fizicianul și disidentul Andrei Saharov, este un premiu înființat în decembrie 1988 de către Parlamentul European. Acesta este acordat în fiecare an persoanelor fizice sau organizațiilor care și-au dedicat viața apărării drepturilor omului și a libertății de gândire. Selecția candidaților este întocmită de Comisia pentru Afaceri Externe și de Comisia de Dezvoltare din cadrul Parlamentului European, iar câștigătorul este anunțat în luna octombrie. Din 2010, premiul este însoțit de suma de 50.000 €.
Primul premiu a fost acordat în comun lui Nelson Mandela și lui Anatoli Marchenko. De asemenea, premiul a fost acordat de-a lungul timpului și diferitor organizații, prima dintre ele fiind Mamele din Plaza de Mayo din Argentina în 1992.  

## Câștigătorii Premiului Saharov

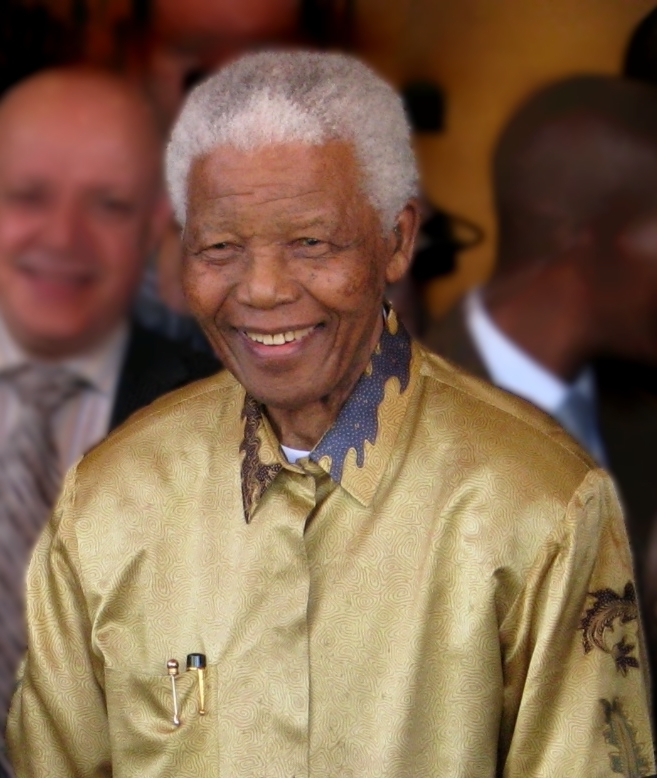
Nelson Mandela a fost primul câștigător al premiului, alături de Anatoli Marchenko.

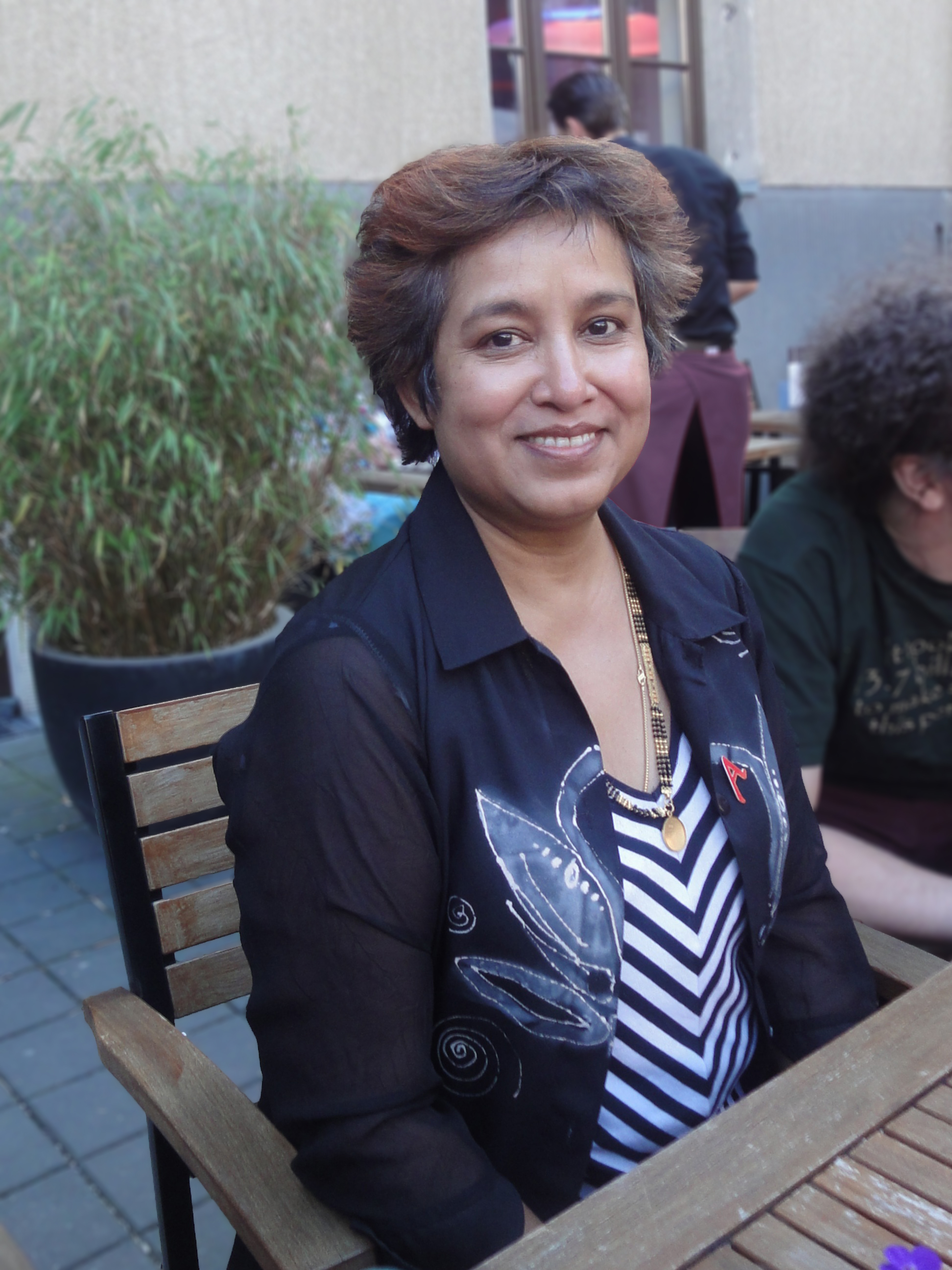
Taslima Nasrin, câștigătoarea din 1994, trăiește din iunie 2011 în New Delhi în exil.

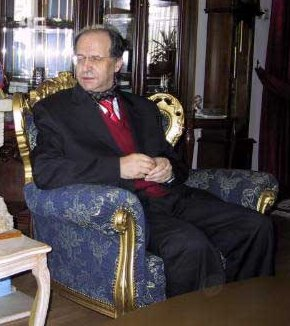
Ibrahim Rugova a fost primul președinte al Republicii Kosovo până la moartea sa din ianuarie 2006.

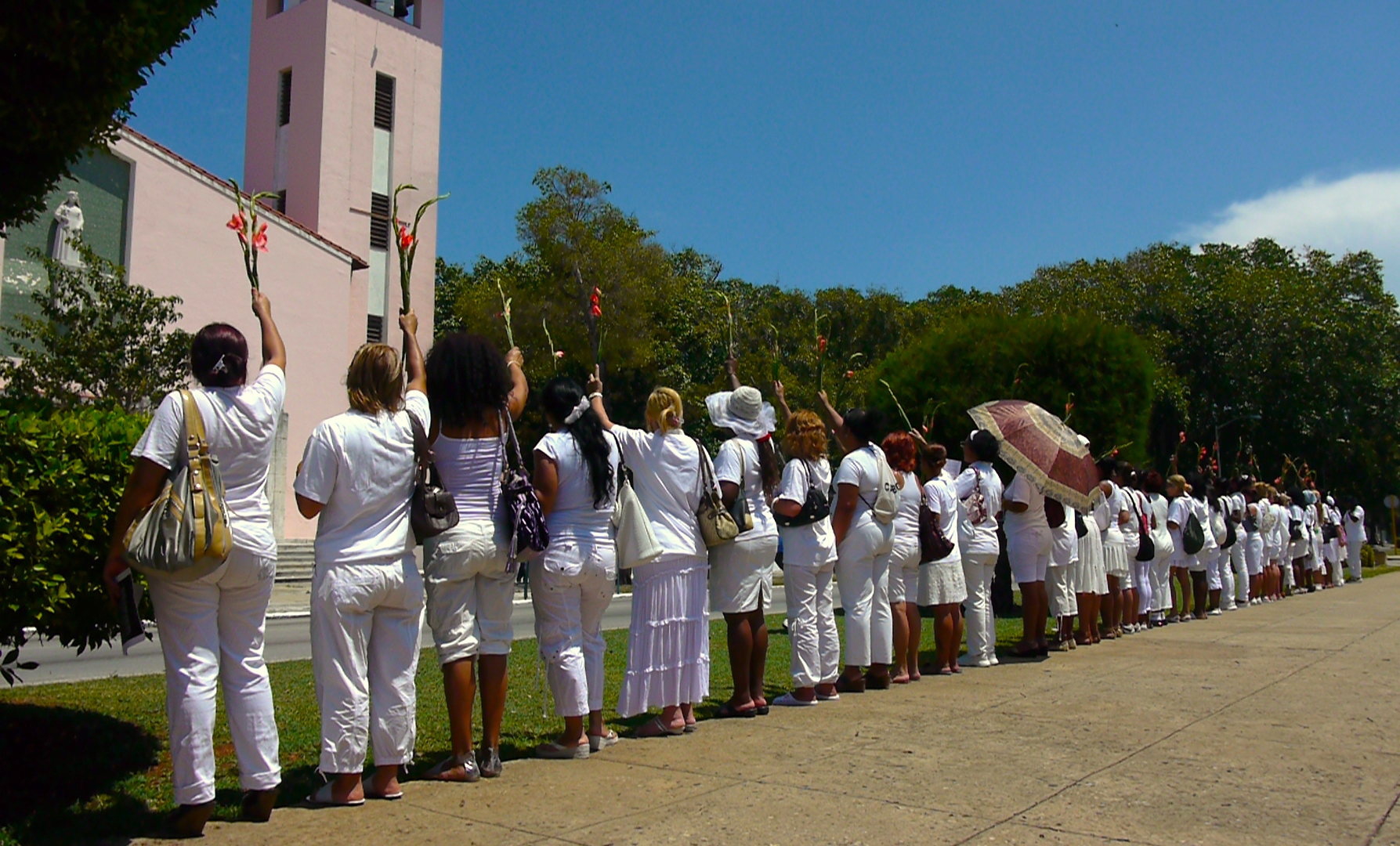
Membrele grupului Femeile îna lab, care au primit premiul în 2005, demonstrând în Havana, Cuba.

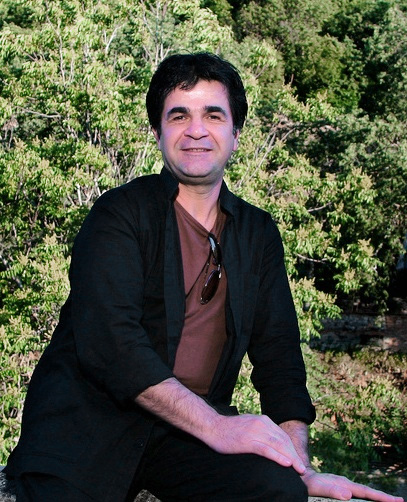
Jafar Panahi, regizor de film iranian, a primit premiul alături de Nasrin Sotoudeh în 2012.

| An   | Câștigător                                                                                  | Țară de origine                         | Note | Surse         |
| ---- | ------------------------------------------------------------------------------------------- | --------------------------------------- | --- | ------------- |
| 1988 | Nelson Mandela                                                                              | Africa de Sud                           | Activist care a luptat împotriva politicilor de apartheid; odată cu alegerea sa în fruntea Congresului Național African, acesta a reprezentat rezistența persoanelor de culoare împotriva regimului de oprimare și a devenit primul președinte al Africii de Sud | [ 3 ]         |
| 1988 | Anatoli Marchenko (postmortem)                                                              | URSS                                    | Autor, disident și activist pentru drepturile omului | [ 3 ]         |
| 1989 | Alexander Dubček                                                                            | Cehoslovacia                            | Politician slovac care a devenit figura reprezentativă a mișcării de reformare din Cehoslovacia din 1968 | [ 3 ]         |
| 1990 | Aung San Suu Kyi                                                                            | Burma                                   | Reprezentantă de seamă a partidului politic birmanez Liga Națională pentru Democrație, a fost trimisă în închisoare de către junta militară aflată la putere și a petrecut mai mult de 13 ani în arest la domiciliu | [ 4 ]         |
| 1991 | Adem Demaçi                                                                                 | RSF Iugoslavia                          | Politician care a petrecut 32 de ani în închisoare, întemnițat pentru că a luptat pentru drepturile fundamentale ale albanezilor din Kosovo | [ 3 ]         |
| 1992 | Mamele din Plaza de Mayo                                                                    | Argentina                               | Grup de femei din Argentina care luptă pentru un sistem judecătoresc independent, schimbări politice și pace, ale căror copii au dispărut în Războiul murdar. | [ 4 ]         |
| 1993 | Oslobođenje                                                                                 | Bosnia și Herzegovina                   | Ziar balcanic care a continuat să lupte pentru apărarea Bosniei-Herzegovina ca stat multi-etnic după ce sdiul său din Sarajevo a fost distrus | [ 4 ]         |
| 1994 | Taslima Nasrin                                                                              | Bangladesh                              | Fost medic, autoare feministă care și-a dedicat viața luptei pentru stoparea opresiunii femeilor și a fundamentalismului religios în Bangladesh | [ 4 ]         |
| 1995 | Leyla Zana                                                                                  | Turcia                                  | Prima femeie parlamentar de etnie kurdă, care a fost închisă 10 ani pentru că a vorbit în limba maternă în Parlamentul Turciei | [ 3 ]         |
| 1996 | Wei Jingsheng                                                                               | China                                   | Disident chinez, susținător al democrației și drepturilor omului | [ 4 ]         |
| 1997 | Salima Ghezali                                                                              | Algeria                                 | Jurnalistă și scriitoare algeriană, promotoare a libertății mediatice și a drepturilor femeilor | [ 4 ]         |
| 1998 | Ibrahim Rugova                                                                              | RF Iugoslavia                           | Politician albanez și primul președinte al Republicii Kosovo | [ 3 ]         |
| 1999 | Xanana Gusmão                                                                               | Timorul de Est                          | Primul președinte al Timorului de Est | [ 5 ]         |
| 2000 | ¡Basta Ya!                                                                                  | Spania                                  | Organizație care luptă împotriva terorismului | [ 6 ]         |
| 2001 | Nurit Peled-Elhanan                                                                         | Israel                                  | Activist pentru pace | [ 3 ]         |
| 2001 | Izzat Ghazzawi                                                                              | Palestina                               | Scriitor și profesor | [ 3 ]         |
| 2001 | Dom Zacarias Kamwenho                                                                       | Angola                                  | Arhiepiscop și activist din Angola | [ 3 ]         |
| 2002 | Oswaldo Payá                                                                                | Cuba                                    | Activist cubanez care s-a opus regimului lui Fidel Castro | [ 7 ]         |
| 2003 | Kofi Annan (și ONU)                                                                         | —                                       | Laureat al Premiului Nobel pentru Pace și ulterior al șaptelea Secretar General al Organizației Națiunilor Unite | [ 3 ]         |
| 2004 | Asociația jurnaliștilor din Belarus                                                         | Belarus                                 | Organizație nonguvernamentală care luptă pentru „a asigura libertatea de exprimare și drepturile de a primi și distribui informații și pentru promovarea standardelor profesionale ale jurnalismului” | [ 8 ]         |
| 2005 | Doamnele în alb                                                                             | Cuba                                    | Mișcare de opoziție din Cuba formată din soții și alte rude de sex feminin ale disidenților închiși | [ 9 ]         |
| 2005 | Reporteri fără frontiere                                                                    | —                                       | Organizație nonguvernamentală din Franța care luptă pentru libertatea presei | [ 9 ]         |
| 2005 | Hauwa Ibrahim                                                                               | Nigeria                                 | Avocat pentru drepturile omului | [ 9 ]         |
| 2006 | Alaksandar Milinkievič                                                                      | Belarus                                 | Politician ales de Forțele Democrate Unite din Belarus drept candidat comun al opoziției la alegerile prezidențiale din 2006 | [ 10 ]        |
| 2007 | Salih Mahmoud Osman                                                                         | Sudan                                   | Avocat pentru drepturile omului | [ 4 ]         |
| 2008 | Hu Jia                                                                                      | China                                   | Activist și disident chinez | [ 11 ]        |
| 2009 | Memorial                                                                                    | Rusia                                   | Organizație rusă pentru drepturile omului | [ 12 ]        |
| 2010 | Guillermo Fariñas                                                                           | Cuba                                    | Doctor, jurnalist și disident cubanez | [ 13 ]        |
| 2011 | Asmaa Mahfouz, Ahmed al-Senussi, Razan Zaitouneh, Ali Farzat, Mohamed Bouazizi (postmortem) | Egipt · Libia · Siria · Siria · Tunisia | Cinci reprezentanți ai poporului arab, în recunoașterea și susținerea unității lor pentru libertate și drepturile omului | [ 14 ]        |
| 2012 | Jafar Panahi Nasrin Sotoudeh                                                                | Iran                                    | Activiști iranieni, Sotoudeh este avocat, iar Panahi este regizor de film | [ 15 ] [ 16 ] |
| 2013 | Malala Yousafzai                                                                            | Pakistan                                | Activistă pentru drepturile femeilor și educație | [ 17 ]        |
| 2014 | Denis Mukwege                                                                               | Republica Democratică Congo             | Ginecolog care a tratat victimele violului în grup | [ 18 ]        |
| 2015 | Raif Badawi                                                                                 | Arabia Saudită                          | Scriitor și activist din Arabia Saudită și creatorul site-ului web Free Saudi Liberals | [ 19 ]        |
| 2016 | Nadia Murad Basee                                                                           | Irak                                    | Activistă a drepturilor omului a poporului yazidi și fiind una dintre persoanele care au fost răpite de Statul Islamic | [ 20 ]        |
| 2016 | Lamiya Aji Bashar                                                                           | Irak                                    | Activistă a drepturilor omului a poporului yazidi și fiind una dintre persoanele care au fost răpite de Statul Islamic | [ 20 ]        |
| 2017 | Opoziția Democratică din Venezuela                                                          | Venezuela                               | Membrii Adunării Naționale (Juan Requesens, Julio Borges și alții) și toți deținuții politici enumerați de Foro Penal Venezolano reprezentați de Leopoldo López, Antonio Ledezma, Daniel Ceballos, Yon Goicoechea, Lorent Saleh, Alfredo Ramos și Andrea González. Președintele Parlamentului European, Antonio Tajani, a declarat că premiul a reafirmat „sprijinul ferm acordat de către UE Adunării Naționale ale Venezuelei alese în mod democratic” pentru a cere „tranziția pașnică spre democrație pe care poporul venezuelean o cere cu disperare”. Premiul a fost considerat ca recompensă a „curajului activiștilor și protestatarilor în fața represiunii guvernului lui Nicolas Maduro”.. . | [ 21 ]        |
| 2018 | Oleg Sentsov                                                                                | Ucraina                                 | Regizor de film, simbol al luptei pentru eliberarea prizonierilor politici deținuți în Russia și în lumea întreagă | [ 23 ]        |
| 2021 | Aleksei Navalnîi                                                                            | Rusia                                   | Disident politic și activist anti-corupție | [ 24 ]        |
| 2022 | Poporul ucrainean                                                                           | Ucraina                                 | Acordat ucrainenilor care „apără democrația, libertatea și domnia legii după invazia rusească | [ 25 ]        |
| 2023 | Mahsa Amini                                                                                 | Iran                                    | Moartea Mahsei Amini în circumstanțe suspecte a dus la proteste pe scară largă, adesea sub sloganul „Femeie, viață, libertate”. | [ 26 ]        |
| 2023 | Mișcarea Femeie, Viață, Libertate                                                           | Iran                                    | Moartea Mahsei Amini în circumstanțe suspecte a dus la proteste pe scară largă, adesea sub sloganul „Femeie, viață, libertate”. | [ 26 ]        |